# 曹一麟
曹一麟（1526年—？），字伯禮，號瑞巖，山東青州府安丘縣人，民籍，明朝政治人物。

## 生平
嘉靖二十八年（1549年）己酉科山東鄉試第十一名舉人。嘉靖三十五年（1556年）中式丙辰科會試第七十五名，三甲第四十六名進士。兵部观政，同年任吳江縣知縣，三十七年致仕。

## 家族
曾祖曹滕，歲貢生；祖父曹光漢，歲貢生；父曹汝勤，歲貢生、封南京吏部主事。母王氏，封太安人。兄一麒（生员）、弟曹一鳳（江西副使）、一鹤、一鲸、一豸、一介。